# Torre Gerbrandy
La Torre Gerbrandy (en neerlandés: Gerbrandytoren)  es una Torre de telecomunicaciones en IJsselstein, Países Bajos. Fue construida en el año 1961. La Torre Gerbrandy se utiliza para servicios de radio direccionales y de radiodifusión de FM-TV . La torre Gerbrandy consta de una estructura de hormigón con una altura de 100 metros sobre el que está montado un mástil de la antena. Su altura total era originalmente 382,5 metros, pero en 1987 se redujo a 375 metros. El 2 de agosto de 2007, su antena analógica fue reemplazada por una digital reduciendo su altura otros 9 metros. Su altura ahora es de 366,8 metros.